# Lista odcinków serialu Agenci NCIS: Nowy Orlean
Poniżej znajduje się lista odcinków serialu telewizyjnego NCIS: New Orleans – emitowanego przez amerykańską stację telewizyjną  CBS od 23 września 2014 roku. W Polsce serial był emitowany od 4 listopada 2014 roku do 24 czerwca 2021 roku przez AXN.
| Sezon | Sezon | Odcinki | Oryginalna emisja CBS | Oryginalna emisja CBS | Oryginalna emisja    | Oryginalna emisja    | Oryginalna emisja |
| Sezon | Sezon | Odcinki | Premiera sezonu       | Finał sezonu          | Premiera sezonu      | Finał sezonu         |                   |
| ----- | ----- | ------- | --------------------- | --------------------- | -------------------- | -------------------- | ----------------- |
|       | Pilot | 2       | 25 marca 2014         | 1 kwietnia 2014       | 6 maja 2014          | 13 maja 2014         |                   |
|       | 1     | 23      | 23 września 2014      | 12 maja 2015          | 4 listopada 2014     | 9 czerwca 2015       |                   |
|       | 2     | 24      | 22 września 2015      | 10 maja 2016          | 3 listopada 2015     | 18 października 2016 |                   |
|       | 3     | 24      | 20 września 2016      | 16 maja 2017          | 25 października 2016 | 18 lipca 2017        |                   |
|       | 4     | 24      | 26 września 2017      | 15 maja 2018          | 26 października 2017 | 28 czerwca 2018      |                   |
|       | 5     | 24      | 25 września 2018      | 14 maja 2019          | 25 października 2018 | 4 lipca 2019         |                   |
|       | 6     | 20      | 24 września 2019      | 19 kwietnia 2020      | 14 listopada 2019    | 14 maja 2020         |                   |
|       | 7     | 16      | 8 listopada 2020      | 23 maja 2021          | 4 marca 2021         | 24 czerwca 2021      |                   |

## Pilot (2014)
Odcinki pilotażowe są odcinkami z serialu Agenci NCIS
| Nr w serii Agenci NCIS | # Sezon 11 Agenci NCIS | Tytuł                   | Reżyseria           | Scenariusz    | Premiera CBS    | Premiera Seriale+ |
| ---------------------- | ---------------------- | ----------------------- | ------------------- | ------------- | --------------- | ----------------- |
| 252                    | 18                     | Crescent City (Part I)  | James Whitmore, Jr. | Gary Glasberg | 25 marca 2014   | 6 maja 2014       |
| 253                    | 19                     | Crescent City (Part II) | Tony Wharmby        | Gary Glasberg | 1 kwietnia 2014 | 13 maja 2014      |

## Sezon 1 (2014-2015)
| Nr | #  | Tytuł                      | Polski Tytuł           | Reżyseria           | Scenariusz                                          | Premiera CBS         | Premiera AXN      |
| -- | -- | -------------------------- | ---------------------- | ------------------- | --------------------------------------------------- | -------------------- | ----------------- |
| 1  | 1  | Musician Heal Thyself      | Muzyku lecz się sam    | Michael Zinberg     | Jeffrey Lieber                                      | 23 września 2014     | 4 listopada 2014  |
| 2  | 2  | Carrier                    | Nosiciel               | James Whitmore, Jr. | Gary Glasberg                                       | 30 września 2014     | 11 listopada 2014 |
| 3  | 3  | Breaking Brig              | Ścigani                | Tony Wharmby        | Laurie Arent                                        | 7 października 2014  | 18 listopada 2014 |
| 4  | 4  | The Recruits               | Rekruci                | Oz Scott            | Sam Humphries                                       | 14 października 2014 | 25 listopada 2014 |
| 5  | 5  | It Happened Last Night     | Zeszłej nocy           | Arvin Brown         | Jack Bernstein                                      | 21 października 2014 | 2 grudnia 2014    |
| 6  | 6  | Master of Horror           |                        | Terrence O'Hara     | Scott Shapiro                                       | 28 października 2014 | 9 grudnia 2014    |
| 7  | 7  | Watch Over Me              |                        | James Hayman        | David Appelbaum                                     | 11 listopada 2014    | 16 grudnia 2014   |
| 8  | 8  | Love Hurts                 |                        | Michael Pressman    | Jack Bernstein                                      | 18 listopada 2014    | 22 lutego 2015    |
| 9  | 9  | Chasing Ghosts             | Czarna godzina         | James Whitmore, Jr. | Jonathan I. Kidd, Sonya Winton                      | 25 listopada 2014    | 3 marca 2015      |
| 10 | 10 | Stolen Valor               | Niezasłużone ordery    | Dennis Smith        | Laurie Arent                                        | 16 grudnia 2014      | 10 marca 2015     |
| 11 | 11 | Baitfish                   | Przynęta               | Leslie Libman       | Jeffrey Lieber                                      | 6 stycznia 2015      | 17 marca 2015     |
| 12 | 12 | The Abyss                  | Otchłań                | Terrence O'Hara     | Sam Humphrey                                        | 13 stycznia 2015     | 24 marca 2015     |
| 13 | 13 | The Walking Dead           | Żywy trup              | Ed Ornelas          | David Appelbaum                                     | 3 lutego 2015        | 31 marca 2015     |
| 14 | 14 | Careful What You Wish For  | Ostrożnie z marzeniami | James Hayman        | Scott D. Shapiro                                    | 10 lutego 2015       | 7 kwietnia 2015   |
| 15 | 15 | Le Carnivale De La Mort    | Karnawał śmierci       | Tony Wharmby        | Jonathan I. Kidd, Sonya Winton                      | 17 lutego 2015       | 14 kwietnia 2015  |
| 16 | 16 | My Brother's Keeper        | Opiekun brata          | Oz Scott            | Christopher Ambrose, Jonathan I. Kidd, Sonya Winton | 24 lutego 2015       | 21 kwietnia 2015  |
| 17 | 17 | More Now                   |                        | Bethany Rooney      | Christopher Silber                                  | 10 marca 2015        | 28 kwietnia 2015  |
| 18 | 18 | The List                   | Lista                  | Michael Zinberg     | Laurie Arent                                        | 24 marca 2015        | 5 maja 2015       |
| 19 | 19 | The Insider                |                        | James Whitmore, Jr. | David Appelbaum, Scott D. Shapiro                   | 7 kwietnia 2015      | 12 maja 2015      |
| 20 | 20 | Rock-A-Bye-Baby            | Kołysanka              | Elodie Keene        | Jonathan I. Kidd, Sonya Winton                      | 14 kwietnia 2015     | 19 maja 2015      |
| 21 | 21 | You'll Do                  | Nadasz się             | Alrick Riley        | Sam Humphrey                                        | 28 kwietnia 2015     | 26 maja 2015      |
| 22 | 22 | How Much Pain Can You Take | Ile bólu zniesiesz     | Terrence O'Hara     | Christopher Silber, Christopher Ambrose             | 5 maja 2015          | 2 czerwca 2015    |
| 23 | 23 | My City                    | Moje miasto            | James Hayman        | Jeffrey Lieber, Zach Strauss                        | 12 maja 2015         | 9 czerwca 2015    |

## Sezon 2 (2015-2016)
| Nr                                                 | #  | Tytuł                        | Polski Tytuł                | Reżyseria          | Scenariusz                        | Premiera CBS         | Premiera AXN         |
| -------------------------------------------------- | -- | ---------------------------- | --------------------------- | ------------------ | --------------------------------- | -------------------- | -------------------- |
| 24                                                 | 1  | Sic Semper Tyranis           | Śmierć tyranom              | James Whitmore Jr. | Jeffrey Lieber                    | 22 września 2015     | 3 listopada 2015     |
| 25                                                 | 2  | Shadow Unit                  | Jednostka cienia            | James Hayman       | Christopher Silber                | 29 września 2015     | 10 listopada 2015    |
| 26                                                 | 3  | Touched By the Sun           | Bliżej słońca               | Laurie Arent       | Ed Ornelas                        | 6 października 2015  | 17 listopada 2015    |
| 27                                                 | 4  | I Do                         | Wyjdź za mnie               | Tony Wharmby       | Sam Humphrey                      | 13 października 2015 | 24 listopada 2015    |
| 28                                                 | 5  | Foreign Affairs              | Sprawy zagraniczne          | Laura Belsey       | Sanford Golden, Karen Wyscarver   | 20 października 2015 | 1 grudnia 2015       |
| 29                                                 | 6  | Insane in the Membrane       | Szaleństwo                  | Leslie Libman      | David Appelbaum                   | 27 października 2015 | 8 grudnia 2015       |
| 30                                                 | 7  | Heart Eight / Broken Hearted | Złamane serce               | Elodie Keene       | Zach Strauss, Greta Heinemann     | 3 listopada 2015     | 15 grudnia 2015      |
| 31                                                 | 8  | Confluence                   | Konfluencja                 | Ed Ornelas         | Jeffrey Lieber, Katherine Beattie | 10 listopada 2015    | 15 grudnia 2015      |
| 32                                                 | 9  | Darkest Hour                 | Czarna godzina              | Michael Zinberg    | Laurie Arent                      | 17 listopada 2015    | 5 lipca 2016         |
| 33                                                 | 10 | Billy and the Kid            |                             | Mary Lou Belli     | Sam Humphrey                      | 24 listopada 2015    | 12 lipca 2016        |
| 34                                                 | 11 | Blue Christmas               | Smutne święta               | Tony Wharmby       | Zach Strauss                      | 15 grudnia 2015      | 19 lipca 2016        |
| 35                                                 | 12 | Sister City: Part Two        | Siostrzane miasto - część 2 | James Hayman       | Christopher Silber                | 5 stycznia 2016      | 26 lipca 2016        |
| Odcinek jest drugą częścią crossover z Agenci NCIS |    |                              |                             |                    |                                   |                      |                      |
| 36                                                 | 13 | Undocumented                 | Bez papierów                | Fred Toye          | David Appelbaum                   | 19 stycznia 2016     | 2 sierpnia 2016      |
| 37                                                 | 14 | Father's Day                 | Dzień ojca                  | Dennis Smith       | Sam Humphrey                      | 9 lutego 2016        | 9 sierpnia 2016      |
| 38                                                 | 15 | No Man's Land                | Ziemia niczyja              | James Whitmore Jr. | Cathryn Humphris                  | 16 lutego 2016       | 16 sierpnia 2016     |
| 39                                                 | 16 | Second Chances               |                             | Tessa Blake        | Zach Strauss                      | 23 lutego 2016       | 23 sierpnia 2016     |
| 40                                                 | 17 | Radio Silence                |                             | Tessa Blake        | Laurie Arent, Greta Heinemann     | 1 marca 2016         | 30 sierpnia 2016     |
| 41                                                 | 18 | If It Bleeds, It Leads       | Przemoc się sprzedaje       | Bethany Rooney     | David Appelbaum                   | 15 marca 2016        | 6 września 2016      |
| 42                                                 | 19 | Means to an End              | Środek do celu              | Alrick Riley       | Christopher Silber                | 22 marca 2016        | 13 września 2016     |
| 43                                                 | 20 | Second Line                  |                             | Tony Wharmby       | Nancylee Myatt                    | 5 kwietnia 2016      | 20 września 2016     |
| 44                                                 | 21 | Collateral Damage            | Straty uboczne              | James Whitmore Jr. | Cathryn Humphris                  | 19 kwietnia 2016     | 27 września 2016     |
| 45                                                 | 22 | Help Wanted                  | Potrzebna pomoc             | Terrence O'Hara    | Sam Humphrey                      | 3 maja 2016          | 4 października 2016  |
| 46                                                 | 23 | The Third Man                | Trzeci człowiek             | Bethany Rooney     | David Appelbaum, Zach Strauss     | 10 maja 2016         | 11 października 2016 |
| 47                                                 | 24 | Sleeping with the Enemy      |                             | James Hayman       | Christopher Silber                | 17 maja 2016         | 18 października 2016 |

## Sezon 3 (2016-2017)
| Nr                                 | #  | Tytuł                  | Polski Tytuł             | Reżyseria           | Scenariusz                          | Premiera CBS         | Premiera AXN         |
| ---------------------------------- | -- | ---------------------- | ------------------------ | ------------------- | ----------------------------------- | -------------------- | -------------------- |
| 48                                 | 1  | Aftershocks            | Wstrząsy wtórne          | James Hayman        | Brad Kern                           | 20 września 2016     | 25 października 2016 |
| 49                                 | 2  | Suspicious Minds       | Podejrzane umysły        | Michael Zinberg     | Christopher Silber                  | 27 września 2016     | 1 listopada 2016     |
| 50                                 | 3  | Man on Fire            | Człowiek w ogniu         | Rob Morrow          | Zach Strauss                        | 11 października 2016 | 8 listopada 2016     |
| 51                                 | 4  | Escape Plan            | Bez wyjścia              | James Whitmore, Jr. | David Appelbaum                     | 18 października 2016 | 15 listopada 2016    |
| 52                                 | 5  | Course Correction      | Korekta kursu            | Chad Gomez Creasey  | Tony Wharmby                        | 25 października 2016 | 22 listopada 2016    |
| 53                                 | 6  | One Good Man           | Człowiek honoru          | Robert Greenlea     | Gwendolyn M. Parker                 | 15 listopada 2016    | 29 listopada 2016    |
| 54                                 | 7  | Outlaws                | Wyjęci spod prawa        | Mary Lou Belli      | Greta Heinemann                     | 22 listopada 2016    | 20 grudnia 2016      |
| 55                                 | 8  | Music to My Ears       | Muzyka dla moich uszu    | Michael Zinberg     | Kate Sargeant Curtis                | 6 grudnia 2016       | 21 marca 2017        |
| 56                                 | 9  | Overdrive              | Najwyższy bieg           | Gordon Lonsdale     | Ron McGee                           | 13 grudnia 2016      | 28 marca 2017        |
| 57                                 | 10 | Follow the Money       | Ślady pieniędzy          | Stacey Black        | Christopher Silber                  | 3 stycznia 2017      | 4 kwietnia 2017      |
| 58                                 | 11 | Let It Ride            | Niech się dzieje         | Nina Lopez-Corrado  | Brad Kern & Taylor Streitz          | 17 stycznia 2017     | 11 kwietnia 2017     |
| 59                                 | 12 | Hell on the High Water | Piekło na oceanie        | Michael Zinberg     | Zach Strauss                        | 24 stycznia 2017     | 18 kwietnia 2017     |
| 60                                 | 13 | Return of the King     | Powrót króla             | James Hayman        | David Appelbaum                     | 7 lutego 2017        | 25 kwietnia 2017     |
| 61                                 | 14 | Pandora's Box, Part II | Puszka Pandory. Część II | Levar Burton        | Christopher Silber                  | 14 lutego 2017       | 2 maja 2017          |
| Crossover z: Agenci NCIS, seria 14 |    |                        |                          |                     |                                     |                      |                      |
| 62                                 | 15 | End of the Line        | Koniec trasy             | Ed Ornelas          | Chad Gomez Creasey                  | 21 lutego 2017       | 9 maja 2017          |
| 63                                 | 16 | The Last Stand         | Ostatni bastion          | Sharat Raju         | Greta Heinemann                     | 7 marca 2017         | 16 maja 2017         |
| 64                                 | 17 | Swift, Silent, Deadly  | Szybki, cichy, zabójczy  | Randy Zisk          | Ron McGee                           | 14 marca 2017        | 23 maja 2017         |
| 65                                 | 18 | Slay the Dragon        | Zgładzić smoka           | Mary Lou Belli      | Kate Sargeant Curtis                | 14 marca 2017        | 6 czerwca 2017       |
| 66                                 | 19 | Quid Pro Quo           | Quid Pro Quo             | Alex Zakrzewski     | Zach Strauss                        | 28 marca 2017        | 13 czerwca 2017      |
| 67                                 | 20 | NOLA Confidential      | Nowy Orlean. Poufne      | Geary McLeod        | David Appelbaum, Taylor Streitz     | 4 kwietnia 2017      | 20 czerwca 2017      |
| 68                                 | 21 | Krewe                  | Ekipa                    | Tony Wharmby        | Judith McCreary                     | 18 kwietnia 2017     | 27 czerwca 2017      |
| 69                                 | 22 | Knockout               | Nokaut                   | Gordon Lonsdale     | Chad Gomez Creasey, Greta Heinemann | 2 maja 2017          | 4 lipca 2017         |
| 70                                 | 23 | Down the Rabbit Hole   | W głąb króliczej nory    | Ed Ornelas          | Brad Kern                           | 9 maja 2017          | 11 lipca 2017        |
| 71                                 | 24 | Poetic Justice         |                          | Ed Ornelas          | Brad Kern                           | 16 maja 2017         | 18 lipca 2017        |

## Sezon 4 (2017-2018)
| Nr | #  | Tytuł                             | Polski Tytuł | Reżyseria           | Scenariusz                                                          | Premiera CBS         | Premiera AXN         |
| -- | -- | --------------------------------- | ------------ | ------------------- | ------------------------------------------------------------------- | -------------------- | -------------------- |
| 72 | 1  | Rogue Nation                      |              | James Hayman        | Brad Kern                                                           | 26 września 2017     | 26 października 2017 |
| 73 | 2  | The Asset                         |              | Tony Wharmby        | Christopher Silber                                                  | 3 października 2017  | 2 listopada 2017     |
| 74 | 3  | Dead Man Calling                  |              | Tony Wharmby        | Christopher Silber                                                  | 10 października 2017 | 9 listopada 2017     |
| 75 | 4  | Dead Man Calling                  |              | Tony Wharmby        | Christopher Silber                                                  | 17 października 2017 | 16 listopada 2017    |
| 76 | 5  | Viral                             |              | Levar Burton        | Chad Gomez Creasey                                                  | 24 października 2017 | 23 listopada 2017    |
| 77 | 6  | Acceptable Loss                   |              | Mary Lou Belli      | Brooke Roberts                                                      | 31 października 2017 | 30 listopada 2017    |
| 78 | 7  | The Accident                      |              | Levar Burton        | Ron McGee, Michael Gemballa                                         | 7 listopada 2017     | 7 grudnia 2017       |
| 79 | 8  | Sins of the Father                |              | James Whitmore Jr.  | Paul Guyot                                                          | 14 listopada 2017    | 14 grudnia 2017      |
| 80 | 9  | Hard Knock Life                   |              | Deborah Reinisch    | Talicia Raggs                                                       | 21 listopada 2017    | 21 grudnia 2017      |
| 81 | 10 | Mirror Mirror                     |              | Geary McLeod        | Brad Kern, Lynne E. Litt                                            | 12 grudnia 2017      | 8 marca 2018         |
| 82 | 11 | Monster                           |              | Rob Greenlea        | Christopher Silber                                                  | 2 stycznia 2018      | 15 marca 2018        |
| 83 | 12 | Identity Crisis                   |              | Gordon C. Lonsdale  | Taylor Streitz                                                      | 9 stycznia 2018      | 22 marca 2018        |
| 84 | 13 | Ties That Bind                    |              | Gordon C. Lonsdale  | Ron McGee, Katherine Beattie                                        | 23 stycznia 2018     | 29 marca 2018        |
| 85 | 14 | A New Dawn                        |              | Michael Zinberg     | Greta Heinemann                                                     | 6 lutego 2018        | 5 kwietnia 2018      |
| 86 | 15 | The Last Mile                     |              | Stacey K. Black     | Chad Gomez Creasey                                                  | 27 lutego 2018       | 12 kwietnia 2018     |
| 87 | 16 | Empathy                           |              | Tessa Blake         | Paul Guyot                                                          | 6 marca 2018         | 19 kwietnia 2018     |
| 88 | 17 | Treasure Hunt                     |              | Tony Wharmby        | Brooke Roberts                                                      | 13 marca 2018        | 26 kwietnia 2018     |
| 89 | 18 | Welcome to the Jungle             |              | James Whitmore, Jr. | Christopher Silber, Austin Badgett                                  | 27 marca 2018        | 10 maja 2018         |
| 90 | 19 | High Stakes                       |              | LeVar Burton        | Ron McGee                                                           | 3 kwietnia 2018      | 17 maja 2018         |
| 91 | 20 | Powder Keg                        |              | Mary Lou Belli      | Talicia Raggs                                                       | 17 kwietnia 2018     | 24 maja 2018         |
| 92 | 21 | Mind Games                        |              | Gordon C. Lonsdale  | Greta Heinemann, Taylor Streitz                                     | 1 maja 2018          | 7 czerwca 2018       |
| 93 | 22 | The Assassination of Dwayne Pride |              | Ed Ornelas          | Ron McGee, Katherine Beattie, Chad Gomez Creasey, Katherine Beattie | 8 maja 2018          | 14 czerwca 2018      |
| 94 | 23 | Checkmate, Part I                 |              | Jim Hayman          | Brad Kern                                                           | 15 maja 2018         | 21 czerwca 2018      |
| 95 | 24 | Checkmate, Part II                |              | James Whitmore, Jr. | Christopher Silber                                                  | 15 maja 2018         | 28 czerwca 2018      |

## Sezon 5 (2018-2019)
| Nr  | #  | Tytuł                   | Polski Tytuł | Reżyseria          | Scenariusz                      | Premiera CBS         | Premiera AXN         |
| --- | -- | ----------------------- | ------------ | ------------------ | ------------------------------- | -------------------- | -------------------- |
| 96  | 1  | See You Soon            |              | James Hayman       | Christopher Silber              | 25 września 2018     | 25 października 2018 |
| 97  | 2  | Inside Out              |              | Ed Ornelas         | Adam Targum                     | 2 października 2018  | 1 listopada 2018     |
| 98  | 3  | Diplomatic Immunity     |              | Gordon C. Lonsdale | Greta Heinemann, Rob Kerkovich  | 9 października 2018  | 8 listopada 2018     |
| 99  | 4  | Legacy                  |              | LeVar Burton       | Chad Gomez Creasy               | 16 października 2018 | 15 listopada 2018    |
| 100 | 5  | In the Blood            |              | James Whitmore Jr. | Ron McGee                       | 23 października 2018 | 22 listopada 2018    |
| 101 | 6  | Pound of Flesh          |              | James Whitmore Jr. | Ron McGee                       | 30 października 2018 | 29 listopada 2018    |
| 102 | 7  | Sheepdogs               |              | Michael Zinberg    | Brooke Roberts                  | 13 listopada 2018    | 14 lutego 2019       |
| 103 | 8  | Close to Home           |              | Tony Wharmby       | Katherine Beattie               | 20 listopada 2018    | 21 lutego 2019       |
| 104 | 9  | Risk Assessment         |              | Tessa Blake        | Elizabeth Rinehart              | 4 grudnia 2018       | 28 lutego 2019       |
| 105 | 10 | Tick Tock               |              | Stacey K. Black    | Christopher Silber              | 11 grudnia 2018      | 7 marca 2019         |
| 106 | 11 | Vindicta                |              | James Hayman       | Adam Targum                     | 15 stycznia 2019     | 14 marca 2019        |
| 107 | 12 | Desperate Navy Wives    |              | Michael Zinberg    | Chad Gomez Creasey              | 22 stycznia 2019     | 21 marca 2019        |
| 108 | 13 | X                       |              | Hary Lou Belli     | Greta Heinemann                 | 12 lutego 2019       | 28 marca 2019        |
| 109 | 14 | Conspiracy Theories     |              | Tessa Blake        | Ron McGee                       | 19 lutego 2019       | 4 kwietnia 2019      |
| 110 | 15 | Crab Mentality          |              | Stacey K. Black    | Brooke Roberts                  | 26 lutego 2019       | 11 kwietnia 2019     |
| 111 | 16 | Survivor                |              | James Whitmore Jr. | Cameron Dupuy, Sydney Mitchell  | 12 marca 2019        | 18 kwietnia 2019     |
| 112 | 17 | Reckoning               |              | Gordon C. Lonsdale | Christopher Silber, Adam Targum | 26 marca 2019        | 9 maja 2019          |
| 113 | 18 | In Plain Sight          |              | LeVar Burton       | Katherine Beattie               | 2 kwietnia 2019      | 16 maja 2019         |
| 114 | 19 | A House Divided         |              | Debbie Reinisch    | Elizabeth Rinehart              | 9 kwietnia 2019      | 23 maja 2019         |
| 115 | 20 | Jackpot                 |              | Mary Lou Belli     | Talicia Raggs                   | 16 kwietnia 2019     | 30 maja 2019         |
| 116 | 21 | Trust Me                |              | Jen Derwingson     | Austin Badgett & Ron McGee      | 23 kwietnia 2019     | 6 czerwca 2019       |
| 117 | 22 | Chaos Theory            |              | Ed Ornelas         | Brooke Roberts                  | 30 kwietnia 2019     | 13 czerwca 2019      |
| 118 | 23 | The River Styx, Part I  |              | James Hayman       | Chad Gomez Creasey              | 7 maja 2019          | 27 czerwca 2019      |
| 119 | 24 | The River Styx, Part II |              | James Whitmore Jr. | Christopher Silber              | 14 maja 2019         | 4 lipca 2019         |

## Sezon 6 (2019-2020)
| Nr  | #  | Tytuł                     | Polski Tytuł | Reżyseria          | Scenariusz                         | Premiera CBS         | Premiera AXN      |
| --- | -- | ------------------------- | ------------ | ------------------ | ---------------------------------- | -------------------- | ----------------- |
| 120 | 1  | Judgement Call            |              | James Hayman       | Christopher Silber                 | 24 września 2019     | 14 listopada 2019 |
| 121 | 2  | The Terminator Conundrum  |              | Ed Ornelas         | Jan Nash                           | 1 października 2019  | 21 listopada 2019 |
| 122 | 3  | Bad Apple                 |              | Stacey K. Black    | Ron McGee                          | 8 października 2019  | 28 listopada 2019 |
| 123 | 4  | Overlooked                |              | Stacey K. Black    | Ron McGee                          | 15 października 2019 | 5 grudnia 2019    |
| 124 | 5  | Spies & Lies              |              | LeVar Burton       | Brooke Roberts                     | 22 października 2019 | 12 grudnia 2019   |
| 125 | 6  | Matthew 5:9               |              | Michael Zinberg    | Chad Gomez Creasey                 | 5 listopada 2019     | 19 grudnia 2019   |
| 126 | 7  | Boom-Boom-Boom-Boom       |              | Mary Lou Belli     | Talicia Raggs                      | 12 listopada 2019    | 13 lutego 2020    |
| 127 | 8  | The Order of the Mongoose |              | Rob Greenlea       | Katherine Beattie                  | 19 listopada 2019    | 20 lutego 2020    |
| 128 | 9  | Convicted                 |              | Hart Bochner       | Jan Nash & Christopher Silber      | 26 listopada 2019    | 27 lutego 2020    |
| 129 | 10 | Requital                  |              | Michael Zinberg    | Jan Nash & Christopher Silber      | 17 grudnia 2019      | 5 marca 2020      |
| 130 | 11 | Bad Moon Rising           |              | Lionel Coleman     | Ron McGee                          | 16 lutego 2020       | 12 marca 2020     |
| 131 | 12 | Waiting for Monroe        |              | James Whitmore Jr. | Sydney Mitchel                     | 23 lutego 2020       | 19 marca 2020     |
| 132 | 13 | The Root of All Evil      |              | Tessa Blake        | Stephanie Sengupta & Corey Moore   | 1 marca 2020         | 26 marca 2020     |
| 133 | 14 | The Man in the Red Suit   |              | James Hayman       | Chad Gomez Creasey & Jan Nash      | 8 marca 2020         | 2 kwietnia 2020   |
| 134 | 15 | Relentless                |              | Gordon Lonsdale    | Cameron Dupuy                      | 15 marca 2020        | 9 kwietnia 2020   |
| 135 | 16 | Pride and Prejudice       |              | Hart Bochner       | Brooke Roberts                     | 15 marca 2020        | 16 kwietnia 2020  |
| 136 | 17 | Biased                    |              | LeVar Burton       | Talicia Raggs                      | 22 marca 2020        | 23 kwietnia 2020  |
| 137 | 18 | A Changed Woman           |              | Mary Lou Belli     | Katherine Beattie                  | 29 marca 2020        | 30 kwietnia 2020  |
| 138 | 19 | Monolith                  |              | Diana Valentine    | Chad Gomez Creasey, Sydney Mitchel | 12 kwietnia 2020     | 7 maja 2020       |
| 139 | 20 | Predators                 |              | Gordon Lonsdale    | Stephanie Sengupta                 | 19 kwietnia 2020     | 14 maja 2020      |

## Sezon 7 (2020-2021)
| Nr  | #  | Tytuł                         | Polski Tytuł | Reżyseria            | Scenariusz                                        | Premiera CBS      | Premiera AXN |
| --- | -- | ----------------------------- | ------------ | -------------------- | ------------------------------------------------- | ----------------- | ------------ |
| 140 | 1  | Something in the Air: Part I  |              | James Whitmore Jr.   | Jan Nash, Christopher Silber                      | 8 listopada 2020  |              |
| 141 | 2  | Something in the Air: Part II |              | James Whitmore Jr.   | Jan Nash, Christopher Silber                      | 15 listopada 2020 |              |
| 142 | 3  | One of Our Own                |              | Hart Bochner         | Ron McGee                                         | 22 listopada 2020 |              |
| 143 | 4  | We All Fall...                |              | Hart Bochner         | Talicia Riggs                                     | 13 grudnia 2020   |              |
| 144 | 5  | Operation Drano: Part 1       |              | LeVar Burton         | Chad Gomez Creasey                                | 3 stycznia 2021   |              |
| 145 | 6  | Operation Drano: Part 2       |              | LeVar Burton         | Katherine Beattie                                 | 10 stycznia 2021  |              |
| 146 | 7  | Leda and the Swan: Part 1     |              | Diana Valentine      | Stephanie Sengupta                                | 17 stycznia 2021  |              |
| 147 | 8  | Leda and the Swan: Part 2     |              | Tim Andrew           | Sydney Mitchel                                    | 14 lutego 2021    |              |
| 148 | 9  | Into Thin Air                 |              | Tim Andrew           | Cameron Dupuy                                     | 21 lutego 2021    |              |
| 149 | 10 | Homeward Bound                |              | Hart Bochner         | Katherine Beattie, Jack Maron                     | 28 lutego 2021    |              |
| 150 | 11 | Stashed                       |              | Sherman Shelton, Jr. | Talicia Riggs, Adam Lazarre-White                 | 28 marca 2021     |              |
| 151 | 12 | Once Upon A Time              |              | Rob Greenlea         | Jan Nash, Ron McGee                               | 4 kwietnia 2021   |              |
| 152 | 13 | Choices                       |              | Lionel Coleman       | Chad Gomez Creasey, Christopher Silber            | 2 maja 2021       |              |
| 153 | 14 | Illusions                     |              | Rob Greenlea         | Stephanie SenGupta, Megan Bacharach               | 9 maja 2021       |              |
| 154 | 15 | Runs In The Family            |              | Mary Lou Belli       | Ron McGee, Stephanie Sengupta                     | 16 maja 2021      |              |
| 155 | 16 | Laissez Les Bon Temps Rouler  |              | Tim Andrew           | Chad Gomez Creasey, Ron McGee, Stephanie Sengupta | 23 maja 2021      |              |